# Рудковщинский сельсовет
Ру́дковщинский сельсовет (бел. Рудкаўшчынскі сельсавет) — упразднённая административно-территориальная единица Горецкого района Могилёвской области Белоруссии.

## Состав
Включает 6 населённых пунктов:
- Воловцы — деревня.
- Ермоловка — деревня.
- Козлы — деревня.
- Кустовка — деревня.
- Рудковщина — деревня.
- Хаминичи — деревня.

Упразднённые населённые пункты:
- Калиновка — деревня

## Население
- 1999 год — 915 человек
- 2010 год — 594 человека